# (5937) Lodén
(5937) Lodén est un astéroïde de la ceinture principale.

## Description
(5937) Lodén est un astéroïde de la ceinture principale. Il fut découvert le 11 décembre 1979 à l'observatoire Kvistaberg par Claes-Ingvar Lagerkvist. Il présente une orbite caractérisée par un demi-grand axe de 2,26 UA, une excentricité de 0,13 et une inclinaison de 3,6° par rapport à l'écliptique.

## Compléments